# A Playne and Godly Exposition or Declaration of the Commune Crede

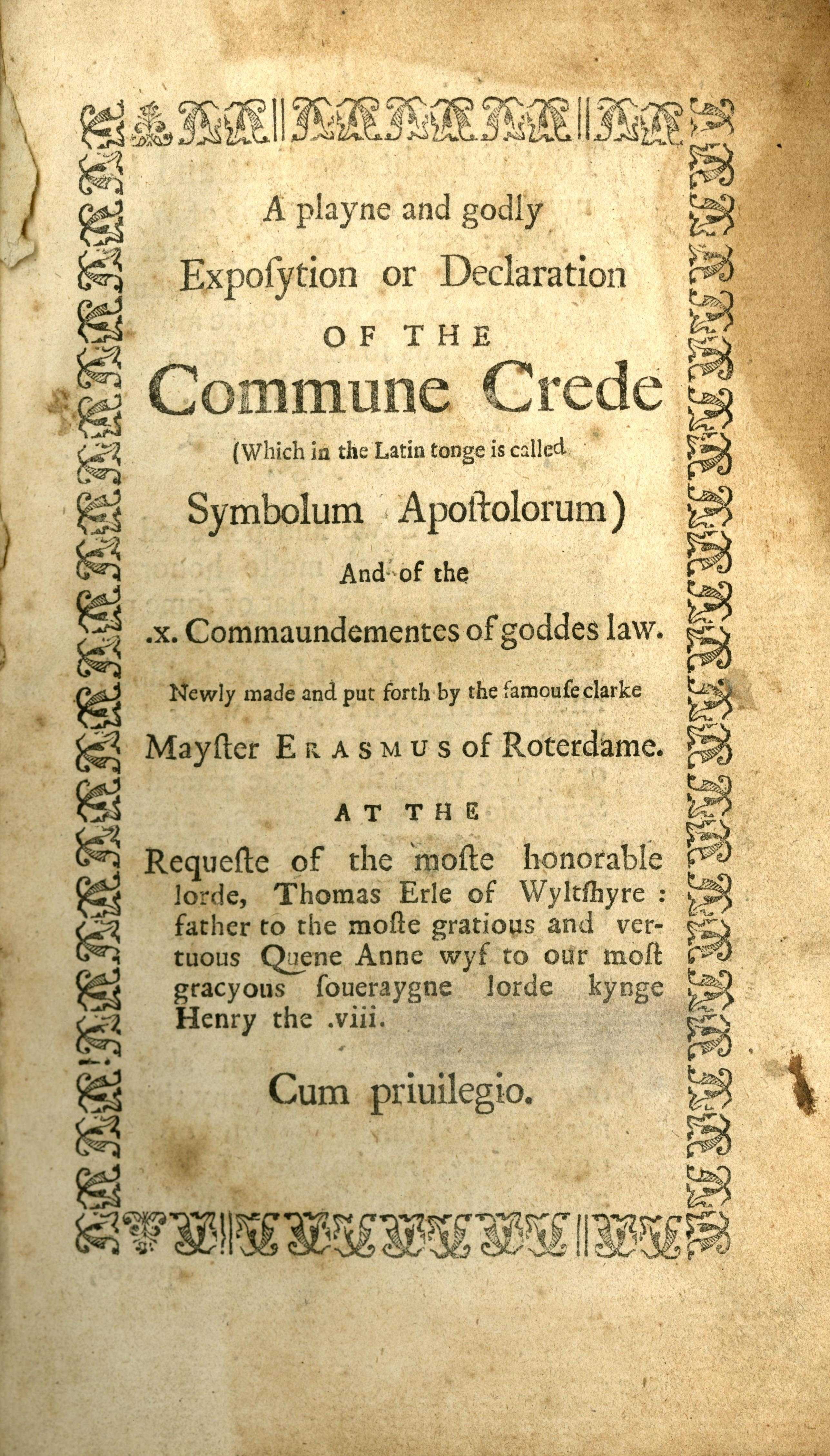
Página de título para a segunda impressão.

A playne and godly Exposytion or Declaration of the Commune Crede é uma obra de 1533 de comentário religioso de Erasmo de Roterdã, escrito a pedido de Thomas Bolena, 1º Conde de Wiltshire, e lidando com o Credo dos Apóstolos de um ponto de vista católico romano. Foi escrito em parte como resultado da disputa entre Erasmo e Martinho Lutero sobre certos aspectos da natureza do Credo Católico.
The Exposytion of the Commune Creed foi publicado como uma tradução para o inglês do texto original de Erasmus. Ele carregava o subtítulo "Um diálogo chamado Symbole ou instrução no batismo ou belyue, feito por Mayster Erasmus de Roterdame. As pessoas que falam são o Mayster e o Discípulo, um é marcado por M e o outro por D". Na verdade, é um diálogo de perguntas e respostas, entre um discípulo que deseja "ser aclamado e recebido na companhia e feloshype da igreja católica" um mestre, sobre o credo comum necessário. Portanto, representa o catecismo de Erasmo sobre o credo católico na época em que foi escrito, três anos antes de sua morte em 1536.

## Edições
Foi impresso pela primeira vez em 1533, "a pedido do mui honrado lorde, Thomas Erle de Wyltshyre: pai da mui graciosa e vertuosa Quene Anne do nosso mui gracioso lorde kynge Henry, o viii".
Uma reimpressão deste trabalho usando tipo romano em vez de gótico com a página 178 rotulada como 187 foi produzida em uma data posterior desconhecida.